# Magnanime (1706)
Pour les autres navires du même nom, voir Le Magnanime.
Le Magnanime est un navire de ligne à deux ponts de la Marine royale française portant 72 canons. Construit à Brest sur les plans d’Étienne Hubac, il est lancé en 1706 et armé en 1707. Il sert pendant la guerre de Succession d’Espagne dans l’Atlantique. Il est perdu par naufrage au retour de mission en 1712. Sa taille et la puissance de son armement préfigure ce que sera la classe dite des « 74 canons » qui naîtra vingt-sept ans plus tard.

## Conception et caractéristiques (1706 – 1707)

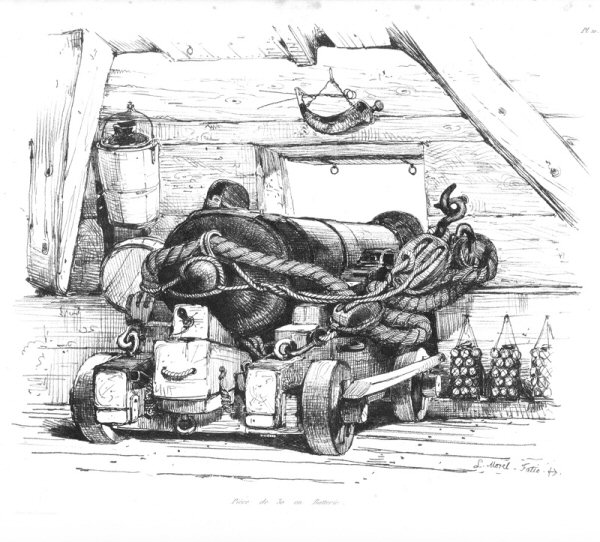
Un canon de 36 livres en batterie. Le Magnanime est l’un des premiers deux-ponts à être équipé de ce type d’arme réservée jusque-là aux trois-ponts de premier rang.

Dans les classements de l’époque, le Magnanime appartient à la catégorie des bâtiments de deuxième rang qui compte une vingtaine d’unité de ce type en 1707. Il fait partie de ce petit groupe de vaisseaux lancés lors du dernier conflit de Louis XIV, période difficile pour la Marine à cause de la crise financière que connait le royaume. Avec l’arrêt de la construction des vaisseaux de premier rang en 1694 (trop cher à construire et à armer, trop gourmands en équipages, inadaptés pour la guerre au commerce) et l’arrêt presque tout court des lancements en 1708, c’est l’un des derniers grands vaisseaux de ligne construit à Brest sous le règne de Louis XIV.
A son lancement, il est équipé de 72 canons. Son armement se répartit de la façon suivante : 
- le premier pont, percé à 13 sabords porte vingt-six pièces de 36 livres ;
- le second, percé à 14 sabords porte vingt-huit pièces de 18 livres ;
- les gaillards portent seize pièces de 8 livres et deux de 4 livres.

Cet armement montre une volonté d’augmenter la puissance de feu des vaisseaux de deuxième rang car les pièces de 36 livres, très lourdes, sont normalement réservées aux batteries basses des vaisseaux à trois ponts de premier rang. La Marine royale, essaie, par cette évolution, de compenser la baisse du nombre de lancements et l’inemploi des trois-ponts qui ne sont plus adaptés aux besoins depuis le renoncement à la guerre d’escadre après 1704 (bataille de Vélez-Málaga).
Outre son artillerie, le Magnanime est taillé pour opérer loin de France afin d’escorter les convois de métaux précieux qui arrivent de l’Amérique espagnole. Il doit aussi pouvoir attaquer le commerce ennemi aux approches de la Manche et jusqu’au cap Saint-Vincent tout en ayant la capacité de tenir en respect les plus grosses unités adverses et de se dégager par une vitesse suffisante en cas de besoin. D’autres deux-ponts lancés à la même époque partagent ces caractéristiques, comme le Saint-Michel (construit à Lorient en 1705) et le Lys (à Brest en 1707).
Le Magnanime est doté d’un équipage de 500 hommes. Un rapport rendu à sa dernière année de service le donne comme pouvant filer à 5 nœuds – vitesse respectable pour un navire de cette taille – et le décrit, sur le plan nautique comme « très beau et bon ». Ce vaisseau qui présente un compromis réussit entre le coût, la puissance de feu et la manœuvrabilité préfigure la révolution que représentera, vingt-sept ans plus tard la naissance du « 74 canons » produit en grand nombre et qui sera l’épine dorsale de la marine française et anglaise jusqu’en 1815.

## La carrière duMagnanime(1707 - 1712)

### Mission aux Antilles (1707 – 1708)
Le Magnanime entre en service alors que la guerre avec l’Angleterre et la Hollande dure déjà depuis 5 ans. Le vaisseau est confié à l’un des meilleurs marins de Louis XIV : Jean-Baptiste du Casse, qui vient d’être nommé lieutenant général après ses succès pour assurer la sécurité des liaisons avec l’Empire espagnol maintenant allié de la France. Le Magnanime prend la tête d’une petite escadre de cinq vaisseaux et trois frégates qui appareille de Brest le 12 octobre 1707.
Les ordres sont multiples. « En faisant beaucoup de mal aux ennemis écrit Louis XIV, nous pourrions sauver l’Amérique espagnole et l’Espagne ». Le roi préconise aussi d’attaquer les Hollandais dans la Manche et les garde-côtes anglais en Irlande tout en sauvegardant « de préférence à tout », l’arrivée de la flotte des galions du Mexique. Du Casse prend finalement la route des Antilles et se retrouve à La Havane. Il en sort en juillet 1708 pour faire la chasse à six navires anglais puis escorter vers l’Espagne un gros convoi marchand. Il arrive sans pertes à Pasajes le 28 août, avec des galions « riches de 50 millions de fruits » puis regagne Brest.

### L’expédition de Rio de Janeiro (1711 – 1712)

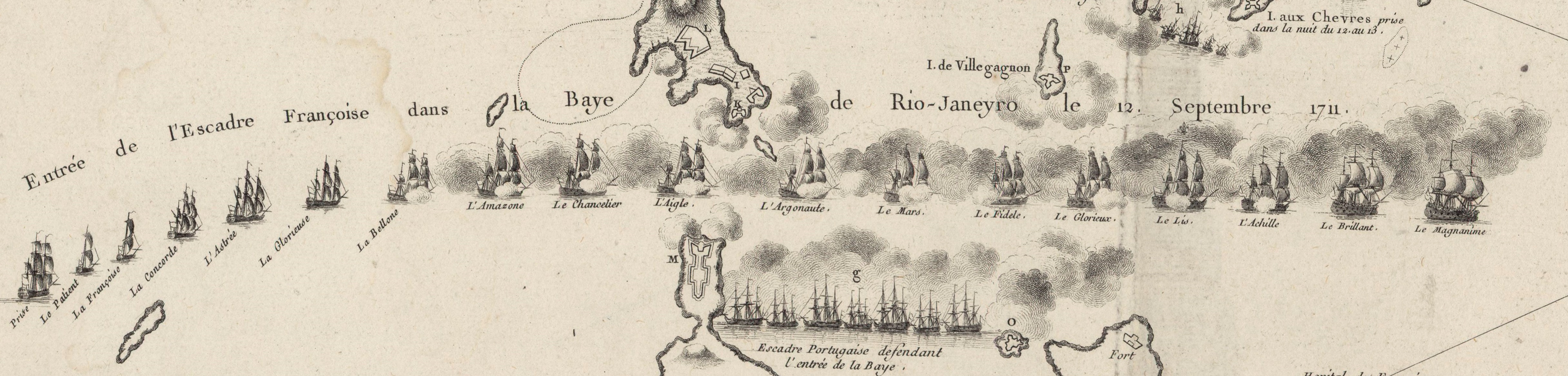
Le Maganime, en tête de l'escadre française lors de l'attaque de Rio de Janeiro le 12 septembre 1711.

En 1711, le Maganime est requis pour participer à la grande attaque de Rio de Janeiro que prépare Duguay-Trouin avec les derniers bâtiments disponibles (quatorze vaisseaux et frégates, une galiote à bombes, deux traversiers). Son équipage est porté à 658 hommes (dont 295 soldats prévus pour le débarquement) et l’armement à 74 canons, sans doute par l’adjonction de petites pièces sur les gaillards. Il fait partie des deux bâtiments les plus puissants de l’escadre. Compte tenu du délabrement des finances royales, il s’agit d’un armement corsaire payé par des investisseurs presque tous malouins. Le Maganime reçoit pour commandant le chevalier de Coursérac qui porte le grade de capitaine de frégate (choisi comme tous les autres officiers par Duguay-Trouin lui-même, sur ses qualités de marin et de chef). La préparation s’effectue dans différents ports pour ne pas éveiller l’attention. Le Maganime est armé à Brest, qui sert de point de ralliement principal (les autres ports sont La Rochelle, Port-Louis, Dunkerque).

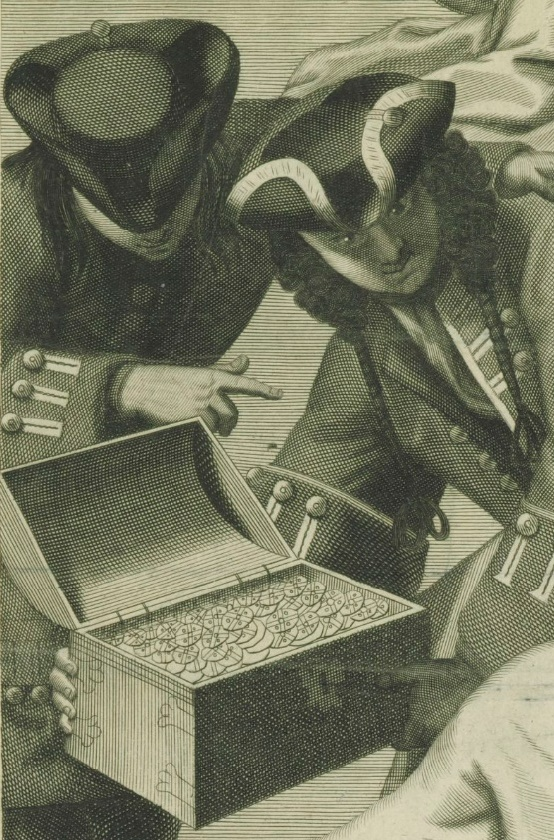
Deux soldats avec un coffre d’or ou d’argent. Le Magnanime est chargé de convoyer une partie du butin pris à Rio, mais sombre dans l’Atlantique.

L’escadre appareille de 3 juin et réussit à tromper toutes les patrouilles anglaises. Le 12 septembre, elle est en vue de la passe qui donne accès à la baie de Rio de Janeiro. Celle-ci est étroite et bien défendue par plusieurs forts. Duguay-Trouin n’a pas seulement choisi le chevalier de Coursérac sur ses seules qualités de marin : c’est aussi le seul officier qui connaisse les lieux. Il est donc chargé d’ouvrir le passage, tous les autres devant suivre dans son sillage. L’opération n’est pas facile car il faut longer à courte portée les forts portugais mais le Magnanime « manœuvra avec une fierté qui fit l’admiration de toute l’escadre et fit croire aux Portugais qu’il y avoit des pilotes du pays dans le vaisseau ». Le 14 septembre, le corps de débarquement est à terre. Duguay-Trouin forme trois brigades et confie le commandement de l’une d’entre elles au chevalier de Coursérac qui s’illustre dans les opérations.
Soumise à un bombardement intensif, menacée d’être emportée d’assaut, Rio est abandonnée par sa population puis capitule le 10 octobre. Le 13 novembre, après paiement de la rançon, l’escadre victorieuse appareille. Ce sera la dernière croisière du Magnanime. Le 19 janvier 1712, une tempête balaye les navires au large des Açores. Le Magnanime sombre avec son équipage et le butin qu’il transportait. Si on suit les Mémoires de Duguay-Trouin, il avait embarqué une bonne partie de la rançon : « ma confiance en lui (le chevalier de Coursérac) étoit si grande, que j’avois fait charger sur le Magnanime, qu’il montoit, plus de six-cent mille livres en or et en argent. Ce vaisseau étoit, outre cela, rempli d’une grande quantité de marchandises. Il est vrai que c’étoit le plus grand de l’escadre, et le plus capable, en apparence, de résister aux efforts de la tempête et à ceux des ennemis. Presque toutes nos richesses étoient embarquées sur ce vaisseau, et sur celui que je montois (le Lys, qui faillit sombrer aussi) ».
La perte peut aussi être estimée au poids du métal précieux. Les Portugais avaient versé 1 350 kg d’or pour racheter leur ville. Si le Magnanime transportait la moitié de ce chargement, ce sont plus de 600 kg d’or qui auraient filé au fond de l’Atlantique où ils se trouvent encore. L’épave du Magnanime, qui git dans des abysses de plus de 2 000 mètres n’a jamais fait l’objet de recherche. Le Magnanime sera relevé en 1744 par l’un des tout premiers « 74 canons » mis en service par la Marine royale.

### Ouvrages récents
- Olivier Chaline, La mer et la France : Quand les Bourbons voulaient dominer les océans, Paris, Flammarion, coll. « Au fil de l’histoire », 2016, 560 p. (ISBN 978-2-08-133327-7).
- Michel Vergé-Franceschi (dir.), Dictionnaire d'Histoire maritime, éditions Robert Laffont, coll. « Bouquins », 2002, 1508 p. (ISBN 2-221-08751-8 et 2-221-09744-0).
- Étienne Taillemite, Dictionnaire des marins français, Paris, Tallandier, coll. « Dictionnaires », octobre 2002, 537 p. [détail de l’édition] (ISBN 978-2847340082)
- Rémi Monaque, Une histoire de la marine de guerre française, Paris, éditions Perrin, 2016, 526 p. (ISBN 978-2-262-03715-4)
- Alain Boulaire, La Marine française : De la Royale de Richelieu aux missions d'aujourd'hui, Quimper, éditions Palantines, 2011, 383 p. (ISBN 978-2-35678-056-0)
- Jean Meyer et Martine Acerra, Histoire de la marine française : des origines à nos jours, Rennes, Ouest-France, 1994, 427 p. [détail de l’édition] (ISBN 2-7373-1129-2, BNF 35734655)
- Martine Acerra et André Zysberg, L'essor des marines de guerre européennes : vers 1680-1790, Paris, SEDES, coll. « Regards sur l'histoire » (no 119), 1997, 298 p. [détail de l’édition] (ISBN 2-7181-9515-0, BNF 36697883)
- Patrick Villiers, Jean-Pierre Duteil et Robert Muchembled (dir.), L'Europe, la mer et les colonies : XVIIe – XVIIIe siècle, Paris, Hachette supérieur, coll. « Carré histoire », 1997, 255 p. (ISBN 2-01-145196-5)
- Patrick Villiers, La France sur mer : De Louis XIII à Napoléon Ier, Paris, Fayard, coll. « Pluriel », 2015, 286 p. (ISBN 978-2-8185-0437-6)
- Garnier Jacques (dir.), Dictionnaire Perrin des guerres et des batailles de l'histoire de France, Paris, éditions Perrin, 2004, 906 p. (ISBN 2-262-00829-9)
- Lucien Bély (dir.), Dictionnaire Louis XIV, éditions Robert Laffont, coll. « Bouquins », 2015, 1405 p. (ISBN 978-2-221-12482-6)
- John A. Lynn (trad. de l'anglais), Les Guerres de Louis XIV, Paris, éditions Perrin, coll. « Tempus », 2014, 561 p. (ISBN 978-2-262-04755-9).
- Jean-Michel Roche (dir.), Dictionnaire des bâtiments de la flotte de guerre française de Colbert à nos jours, t. 1, de 1671 à 1870, éditions LTP, 2005, 530 p. (lire en ligne)
- Alain Demerliac, La Marine de Louis XIV : nomenclature des vaisseaux du Roi-soleil de 1661 à 1715, Nice, Omega, 1992, 292 p. (ISBN 2-906381-15-2)

### Ouvrages anciens
- René Duguay-Trouin, Relation de l'expédition de Rio-Janeiro, par une escadre de vaisseaux du Roy que commandoit Mr. Du Guay-Troüin, en 1712, Paris, Pierre Cot, 1723, 83 p. (lire en ligne).
- René Duguay-Trouin, Mémoires de Duguay-Trouin : 1689-1715, Paris, Foucault, 1820, in-4 (lire en ligne).
- Onésime Troude, Batailles navales de la France, t. 1, Paris, Challamel aîné, 1867-1868, 453 p. (lire en ligne)
- Charles La Roncière, Histoire de la Marine française : Le crépuscule du Grand règne, l’apogée de la Guerre de Course, t. 6, Paris, Plon, 1932, 674 p. (lire en ligne).